# Β-六氯环己烷
β-六氯环己烷（英語：β-hexachlorocyclohexane，β-HCH）是一种有机氯杀虫剂，是六氯环己烷（HCH）的异构体之一。它是杀虫剂林丹（γ-HCH）的常见副产物，在技术级林丹中的含量为5-14%。